# Капитоновка (приток Самары)
Капито́новка — река в России, протекает по Переволоцкому району Оренбургской области.Длина реки составляет 20 км. Площадь водосборного бассейна — 109 км².
Начинается севернее села Радовка. Протекает через него, течёт в юго-западном направлении до села Капитоновка. В низовьях направляется на юг. Устье реки находится в 535 км по правому берегу реки Самары. Вблизи устья на реке — пруды рыбопитомника.
Основной приток — Безымянка — впадает справа.

## Данные водного реестра
По данным государственного водного реестра России, Капитоновка относится к Нижневолжскому бассейновому округу. Водохозяйственный участок реки — Самара от истока до Сорочинского гидроузла. Речной бассейн Капитоновки — Волга от верховий Куйбышевского водохранилища до впадения в Каспий.
Код объекта в государственном водном реестре — 11010000912112100006192.